# Segunda División de Andorra 2024-25
La Segunda División de Andorra 2024-25 (en catalán: Segona Divisió de Andorra 2024-25), oficialmente y por motivos de patrocinio Lliga UNIDA, fue la 26.ª edición de la Segunda División de Andorra. La temporada comenzó el 28 de septiembre de 2024 y finalizó el 17 de mayo de 2025.

## Ascensos y descensos
| Pos. | Descendidos de 1.ª División |
| ---- | --------------------------- |
| 9.º  | Carroi                      |
| 10.º | Atlètic Amèrica             |

| Pos. | Ascendidos de 2.ª División |
| ---- | -------------------------- |
| 1.º  | La Massana                 |
| 2.º  | Ranger's                   |

## Equipos participantes
| Equipo                    | Localidad               | 2023-24                 |
| ------------------------- | ----------------------- | ----------------------- |
| City Escaldes             | Las Escaldas-Engordany  | No participó            |
| UE Santa Coloma B         | Santa Coloma de Andorra | 3.º                     |
| Ranger's B                | Andorra la Vieja        | No participó            |
| Atlètic Club d'Escaldes B | Las Escaldas-Engordany  | 4.º                     |
| Carroi                    | Andorra la Vieja        | Primera División (9.º)  |
| Atlètic Amèrica           | Las Escaldas-Engordany  | Primera División (10.º) |